# Sciopero dei calciatori della All Nippon Airways

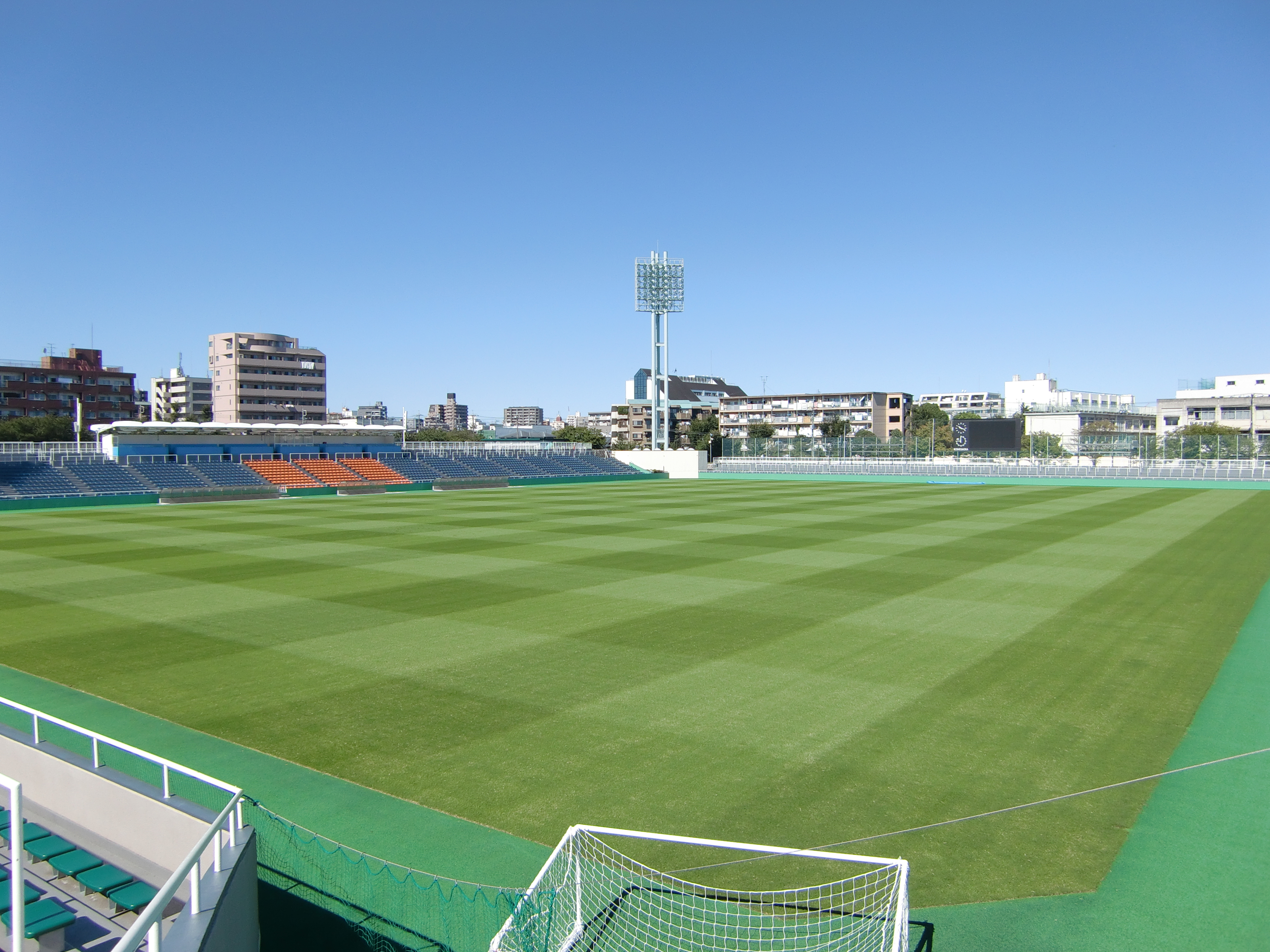
Il Nishigaoka Stadium di Tokyo, sede dell'incontro tra ANA Yokohama e Mitsubishi Heavy Industries del 22 marzo 1986.

Per sciopero dei calciatori della All Nippon Airways si intende una forma di protesta dei giocatori iscritti al club calcistico affiliato all'omonima compagnia aerea, messa in atto il 22 marzo 1986 in occasione dell'incontro valido per l'ultima giornata della stagione 1985-86 della Japan Soccer League. Tale avvenimento, dovuto a dissidi fra giocatori e dirigenza in merito a questioni contrattuali e indicato da alcuni organi di stampa come decisivo per l'introduzione del professionismo nel calcio giapponese, generò uno scandalo nel panorama calcistico nipponico che sfociò in un'inchiesta disciplinare conclusasi con la squalifica a tempo indeterminato dei giocatori autori della protesta.

## Contesto
Verso la metà degli anni ottanta la Japan Soccer League, all'epoca massimo livello del sistema calcistico giapponese, stava gradualmente assumendo i connotati di una competizione calcistica a regime professionistico: le società partecipanti, sino a poco tempo prima rappresentanti le sezioni calcistiche dei circoli sportivi aziendali di grandi imprese (come la Mazda, la Mitsubishi Motors e la Furukawa Electric, quest'ultima vincitrice dell'edizione 1985-86 del torneo), iniziavano ad affiancare agli impiegati dei calciatori il cui contratto, benché simile a quello di un normale dipendente, prevedeva la sola disputa delle gare calcistiche e un salario maggiorato. Questo tipo di politica societaria fu reso possibile grazie ad alcune inesattezze nelle normative federali che, per quanto indicassero il dilettantismo come unico regime adottabile a livello nazionale, non definivano chiaramente le modalità di contratto da adottare per i tesserati.
Le squadre che principalmente adottarono questo tipo di politica societaria furono lo Yomiuri (la cui rosa della stagione 1985-86 includeva la quasi totalità degli elementi con un contratto simile a quello di un calciatore professionista) e il Nissan Motors (che nella stagione 1985-86 vedeva nella propria rosa 12 giocatori con un contratto da calciatore professionista, con Kazushi Kimura che percepiva un reddito annuo di 13 milioni di yen a fronte dei 7 di un giocatore con contratto da impiegato), a cui si aggiunse in seguito l'ANA Yokohama. Quest'ultima squadra, fondata nel 1964 come club calcistico comunale di Yokohama, a partire dalla seconda metà degli anni settanta era gradualmente passata sotto l'egida della All Nippon Airways che, dopo essere entrata come semplice sponsor, ne assunse il controllo totale nel 1979 iniziando un'ascesa del sistema calcistico nazionale che culminò con la promozione in prima divisione al termine della stagione 1984.
Tali risultati furono resi possibili grazie anche al tesseramento, avvenuto a partire dal 1983, di calciatori tramite un contratto simile a quello professionistico: all'inizio della stagione 1985-86, che avrebbe dovuto rappresentare l'esordio in massima serie dell'ANA Yokohama, 17 dei 27 giocatori facenti parte della rosa erano tesserati con un contratto a tempo pieno che prevedeva loro uno stipendio quasi raddoppiato rispetto a quello previsto per gli impiegati normali (i quali percepivano un reddito annuale di 4 milioni di yen contro i 6 dell'attaccante João Dickson Carvalho, che al momento del trasferimento dal Fujita Kogyo aveva già ottenuto una liquidazione di 240 milioni), nonché una serie di agevolazioni a livello sanitario e di trasporti.
Queste evidenti disparità di trattamento, unite ad alcuni dissidi relativi alla gestione delle infrastrutture da parte della All Nippon Airways (che nel 1984 aveva ratificato definitivamente il proprio controllo sul club dismettendo il vecchio nome Yokohama TriStar, associato allo scandalo Lockheed, in favore di ANA Yokohama), causarono delle frizioni tra alcuni dei giocatori e la dirigenza che si ripercossero sul rendimento della squadra la quale, dopo una sconfitta rimediata contro il Nissan Motors il 23 febbraio 1986, risulterà matematicamente retrocessa in seconda divisione. In seguito a tale avvenimento la All Nippon Airways annunciò un sostanziale rinnovamento della rosa, pianificando il licenziamento di nove giocatori ritenuti in un comunicato ufficiale "scontenti", tra i quali risultavano anche coloro che ebbero modo di dissentire riguardo alle questioni contrattuali: la decisione determinò la rottura definitiva dei rapporti tra i giocatori e la dirigenza.

## I fatti
Per il 22 marzo 1986 fu programmata l'ultima giornata della Japan Soccer League, in cui l'ANA Yokohama avrebbe dovuto incontrare il Mitsubishi Heavy Industries al Nishigaoka Stadium di Tokyo: data la situazione di classifica già definita per entrambe le squadre, l'incontro avrebbe destato interesse solamente in quanto ultimo incontro con la maglia della All Nippon Airways da parte dei brasiliani, nonché per il centesimo match disputato in massima serie da Atsushi Natori.
A circa cinque minuti dall'orario stabilito per il fischio d'inizio (14:30), cinque giocatori dell'ANA Yokohama abbandonarono lo stadio: benché, secondo i regolamenti, un avvenimento del genere avrebbe comportato la sospensione del match, le proteste del pubblico (ammontante a 800 spettatori) costrinsero l'allenatore Naoki Kurimoto a far scendere in campo una formazione di dieci giocatori, con la maggior parte di essi impiegati in ruoli diversi da quelli consueti. L'incontro si concluse con il punteggio di 6-1 per il Mitsubishi Heavy Industries, con l'unico gol dell'ANA Yokohama segnato dal portiere di riserva Koji Osawa, impiegato per l'occasione come attaccante.

### Tabellino dell'incontro
| Arbitro: | Okaya |

|           |           |                                                        |
| Osawa 64’ | Marcatori | 11’, 42’, 54’ Hara 19’ Hirose 40’ Nakamura 55’ Yoshida |

| ANA Yokohama | Mitsubishi H.I. |

#### Formazioni
| ANA Yokohama   |    |                       |
|                |    |                       |
| P              | 1  | Takeshi Oe            |
| D              | 11 | Mikio Kawasaki        |
| D              | 20 | Hiroshi Kishida       |
| D              | 29 | Ryusuke Ofuchi        |
| D              | 16 | Miichiro Umeda        |
| C              | 10 | Jair Masaoka          |
| C              | 17 | Masaaki Katō          |
| C              | 13 | Ichiro Shichijo       |
| A              | 19 | Koji Osawa            |
| A              | 8  | João Dickson Carvalho |
| Allenatore:    |    |                       |
| Naoki Kurimoto |    |                       |

| Mitsubishi HI |    |                     |  |     |
|               |    |                     |  |     |
| P             | 1  | Hiroyuki Takahashi  |  |     |
| D             | 3  | Kazuo Saitō         |  |     |
| D             | 7  | Masatoshi Matsunaga |  | 63’ |
| D             | 16 | Yoshimasa Miyazaki  |  |     |
| D             | 4  | Kunihiko Suzuki     |  |     |
| C             | 8  | Atsushi Natori      |  | 46’ |
| C             | 13 | Shūzō Nakamura      |  |     |
| C             | 20 | Osamu Hirose        |  |     |
| C             | 18 | Hiroyuki Tsujiya    |  |     |
| A             | 15 | Yasushi Yoshida     |  |     |
| A             | 9  | Hiromi Hara         |  |     |
| Sostituzioni: |    |                     |  |     |
| D             | 12 | Makoto Taguchi      |  | 63’ |
| A             | 11 | Koichi Kawazoe      |  | 46’ |
| Allenatore:   |    |                     |  |     |
| Kuniya Daini  |    |                     |  |     |

## Conseguenze

### Reazioni della stampa
L'avvenimento suscitò dei pareri controversi fra la stampa e gli addetti ai lavori: da un lato parte dello staff dell'ANA Yokohama, il presidente della JFA Ryūzō Hiraki e alcuni articoli pubblicati su Asahi Shimbun condannarono il gesto indicandolo come lesivo per la dignità del calcio nazionale. Dall'altro Nikkan Sports, che ospitò un'intervista in cui due dei cinque giocatori coinvolti ribadirono i motivi di quel gesto, indicò la protesta come un invito alla federazione di chiarire la situazione contrattuale dei giocatori.

### Inchiesta e provvedimenti
Il 25 marzo la Japan Soccer League, al termine di un colloquio tra la dirigenza dell'ANA Yokohama e il presidente della lega Kenji Mori, avviò un'indagine contro i sei giocatori coinvolti nella protesta. Non essendo in possesso di competenze necessarie per sostenere un'inchiesta disciplinare la federazione, dopo un interrogatorio dei giocatori avvenuto il 28 marzo, cedette le redini del caso alla JFA, rappresentata dal dirigente Ken Naganuma che, quattro giorni dopo, istituì un'apposita commissione.
L'indagine dimostrò come il comportamento dei giocatori, per quanto deplorevole, sarebbe potuto essere evitato tramite appositi provvedimenti presi dalla società: di conseguenza, la riunione del consiglio d'amministrazione della JFA tenutasi il 17 aprile, condannò i sei giocatori coinvolti ad una squalifica a tempo indeterminato e, nella successiva seduta del 22 giugno, dispose una sospensione trimestrale per l'ANA Yokohama da tutte le competizioni nazionali. Quest'ultimo provvedimento, tuttavia, fu presto ridiscusso in considerazione del fatto che la società, nel corso dell'indagine, si era impegnata a prendere delle misure disciplinari nei confronti di quei membri dello staff ritenuti responsabili di tale comportamento (tra cui l'allenatore Naoki Kurimoto, licenziato il 1º aprile) e a riequilibrare la situazione contrattuale dei giocatori. Il 28 giugno si decise, pertanto, di revocare alla squadra la squalifica trimestrale dalle competizioni: tale avvenimento impedirà, tuttavia, alla squadra di prendere parte all'edizione 1986 della Coppa di Lega a causa di un veto posto dalla dirigenza della Japan Soccer League.

### Avvenimenti successivi
Anche a causa allo scandalo generato dai fatti, a partire dal 17 aprile la JFA avviò dei lavori per definire dei parametri contrattuali dei giocatori. Le sedute del consiglio d'amministrazione avvenute il 7 e il 24 maggio deliberarono, infine, l'entrata in vigore di alcune normative che stabilivano l'erogazione di licenze speciali per quei giocatori che in passato avevano già avuto modo di usufruire di un contratto professionistico. I sei giocatori colpiti dalla squalifica fondarono, nel settembre 1986, un club sportivo chiamato Yokohama Sports and Culture Club: nel 1989 tre di loro ottennero la sospensione della pena, che fu poi annullata a tutti i giocatori nel maggio 2012.